# Тамара Дуйсенова
Тамара Босимбековна Дуйсенова (на казахски: Тамара Босымбекқызы Дүйсенова) е казахстанска политичка от партия „Аманат“. Била е министър на труда и социалната защита на населението на Казахстан (2013 – 2014, 2017 – 2018, 2022 – 2023) и министър на здравеопазването и социалното развитие на Казахстан (2014 – 2017). От 3 юни 2023 г. е заместник министър-председател на Казахстан.

## Биография
Родена е на 11 януари 1965 г. в село Ленинское, Саръагашки район, Туркестанска област, Казахска ССР, СССР. Баща ѝ се казва Касим, въпреки че тя е записана с презиме Босимбековна, а майка ѝ работи като секретарка.
През 1987 г. Тамара завършва Ташкентския институт за народно стопанство със специалност „Инженер-икономист“. След като завършва колеж през 1988 г., започва работа като гимназиален учител по информатика в Саръагашкия район, Южен Казахстан. От 1988 до 1992 г. работи като икономист в Научноизследователския институт по икономика и стандарти към Държавния комитет за планиране на Узбекската ССР.
От 1992 до 1993 г. работи като старши икономист в районната администрация на Саръагаш. От 1993 до 1994 г. е ръководител на отдел в „Перизат холдинг“. От 1994 до 1997 г. е съветник, заместник и първи заместник-аким на Саръагашки район. От 1997 до 1999 г. е първият заместник-аким на град Шъмкент.
От 1999 до 2002 г. е заместник-аким на Южноказахстанската област. От 2002 до 2006 г. е заместник-министър на труда и социалната защита на населението на Казахстан. От 2006 до 2008 г. е заместник-аким на Южноказахстанската област. От 2008 до 2013 г. е изпълнителен секретар на Министерството на труда и социалната защита на населението на Казахстан. През февруари 2013 г. е назначена за заместник-министър на труда и социалната защита на населението на Казахстан. На 10 юни 2013 г. е назначена за изпълняващ длъжността министър на труда и социалната защита на населението на Казахстан. На 27 юни 2013 г. е назначена за министър на труда и социалната защита на населението на Казахстан. На 6 август 2014 г. е назначена за министър на здравеопазването и социалното развитие на Казахстан.
От 25 януари 2017 до 9 февруари 2018 г. е министър на труда и социалната защита на населението на Казахстан. От 22 февруари 2018 до 9 юли 2019 г. е партиен секретар партия „Нур Отан“ (по-късно „Аманат“). От 15 юли 2019 до 5 май 2020 г. е ръководител на АД „Център за развитие на човешките ресурси“. От 5 май 2020 до 11 април 2022 г. е помощник на президента на Казахстан – началник на отдела за наблюдение на разглеждането на жалбите на администрацията на президента на Казахстан.
На 11 април 2022 г. става министър на труда и социалната защита на населението на Казахстан, а на 8 юни 2023 г. е назначена за заместник министър-председател на Казахстан.